# فيتموند
فيتموند (بالألمانية: Wittmund) هي بلدة و بلدة ألمانية تقع في سكسونيا السفلى في ألمانيا. يقدر عدد سكانها بـ 21,374 نسمة .

## المدن التوأمة
مدن Simsbury و أودينتسوفو هي مدن توأمة لفيتموند.

## أعلام
- لارس رودولف
- كريستيان ألدر
- تيمو شولتز